# Ortwin De Wolf
Ortwin De Wolf (* 23. April 1997 in Lokeren) ist ein belgischer Fußballtorwart, der seit dem Sommer 2024 beim heimischen Erstligisten KV Mechelen spielt.

## Karriere

### Verein
Mit sieben Jahren schloss sich De Wolf der Jugend des KSC Lokeren an. Dieser Mannschaft blieb er während seiner ganzen Jugend treu, bis er schließlich 2016 einen Dreijahresvertrag bei der ersten Mannschaft des KSC Lokeren unterschrieb. Anfangs war er der dritte Torhüter im Team, hinter Barry Boubacar Copa und Davino Verhulst. Am 17. Mai 2017 machte er dann schließlich in einem Play-off II Spiel gegen den KV Kortrijk sein Debüt. Das Spiel endete 4:4.
In der Saison 2018/19 war er der erste Torwart der Mannschaft, doch der neue Trainer Glen De Boeck wollte lieber Davino Verhulst im Tor sehen, was zu einem Konkurrenzkampf führte. Für den KSC Lokeren absolvierte er insgesamt 31 Spiele, kassierte 51 Gegentore und blieb in 7 Spielen ohne Gegentor. Am 20. Juli 2019 wechselte De Wolf für eine Ablösesumme von 750 000 € zum belgischen Erstligisten KAS Eupen. Sein ehemaliger Verein KSC Lokeren stieg in die 2. Liga ab, sodass der Transfer ihm die Möglichkeit gab, weiterhin in der Division 1A zu spielen.
Seit dem Abgang des ehemaligen 1. Torwarts Hendrik Van Crombrugge zum RSC Anderlecht war De Wolf zunächst der 1. Torhüter der KAS Eupen. Seit dem 3. Dezember 2020 bestritt er kein Spiel für die KAS mehr. Zunächst gehörte er nicht mehr zum Spieltagskader. Später gehörte er diesem zwar wieder an, wurde er nicht eingesetzt. Ende Januar 2021 kurz vor Ende des Transferfensters wurde er bis zum Ende der Saison an Royal Antwerpen ausgeliehen. De Wolf stand für Antwerpen in sieben von fünfzehn möglichen Ligaspielen (ausschließlich in der Hauptrunde), zwei Pokalspielen und zwei Europa-League-Spielen im Tor. 
Anfang Juli 2021 einigte er sich mit beiden Vereinen über seinen endgültigen Wechsel nach Antwerpen. De Wolf unterschrieb dort einen Vertrag bis Sommer 2024 mit der Option der Verlängerung um ein weiteres Jahr. In der Saison 2021/22 kam er lediglich bei einem Pokalspiel zu einem Einsatz. In der nächsten Saison bestritt er kein Spiel für die erste Mannschaft, allerdings vier für die U 23-Mannschaft, die in der 1. Division Amateure spielt. Der Verein beendete die Saison als belgischer Meister und Pokalsieger. 
In der Saison 2023/24 wurde er in der ersten Mannschaft überhaupt nicht und bei 4 von 17 möglichen Ligaspielen in der U 23-Mannschaft eingesetzt.
Mitte Januar 2024 wechselte De Wolf zum Zweitdivisionär SV Zulte Waregem, bei dem er einen Vertrag mit einer Laufzeit von drei Jahren unterschrieb. Hier bestritt er bis zum Saisonende alle möglichen 16 Ligaspiele jeweils über die volle Dauer.
Ende Juni 2024 wechselte er zurück in die Division 1A, diesmal zum KV Mechelen mit einer dreijährigen Vertragslaufzeit. In seiner ersten Saison bestritt er 39 von 40 möglichen Ligaspielen sowie ein Pokalspiel für Mechelen.

### Nationalmannschaft
Ortwin De Wolf gab am 11. Oktober 2018 sein Debüt für die belgische U-21-Nationalmannschaft und bestritt insgesamt vier Partien. Zwei davon absolvierte er in der Gruppenphase der Europameisterschaft 2019 in Italien und San Marino, wo die Auswahl mit null Punkten als Tabellenletzter ausschied.